# Som En Rejse (album)
Som En Rejse er det femte studiealbum af det danske poporkester Nice Little Penguins, og er bandets første på dansk. Det blev udgivet 16. maj 2008 på det danske selskab CMC Records, og fik blandede anmeldelser. Musikmagasinet Gaffa kaldte albummet for "klichéfyldt og ufrivilligt morsom", mens dagbladet Information slet og ret kaldte det "Et pragtfuldt album".

## Spor
1. Som En Rejse
2. Drømmenes Hotel
3. Før Jeg Fandt Dig
4. Alt Er Stille
5. Tæl Til Ti
6. Tag Mig Som Du Er
7. Hvis Du Vil Så Kan Vi Danse
8. Venter Du
9. Anna Bella
10. Lykken
11. Jeg Tænker Hele Tiden På Dig